# Gurun (Maleisië)
Gurun is een plaats in de Maleisische deelstaat Kedah.
Gurun telt 7700 inwoners.